# العويند
العويند، هي قرية من فئة (ب) تقع في محافظة حريملاء، والتابعة لمنطقة الرياض في السعودية. وتبعد العويند عن محافظة حريملاء بمسافة تقارب (70) كم.